# Zar-Peter-Haus

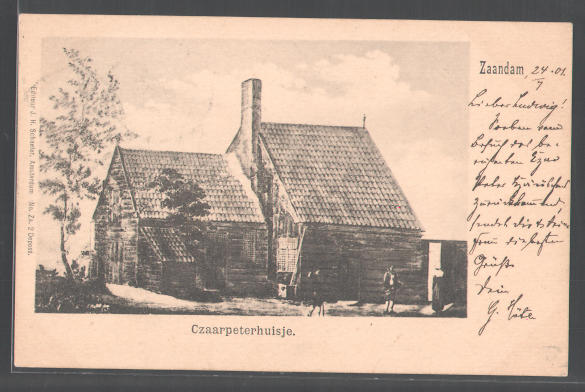
Das Zar-Peter-Haus auf einer alten Ansichtskarte

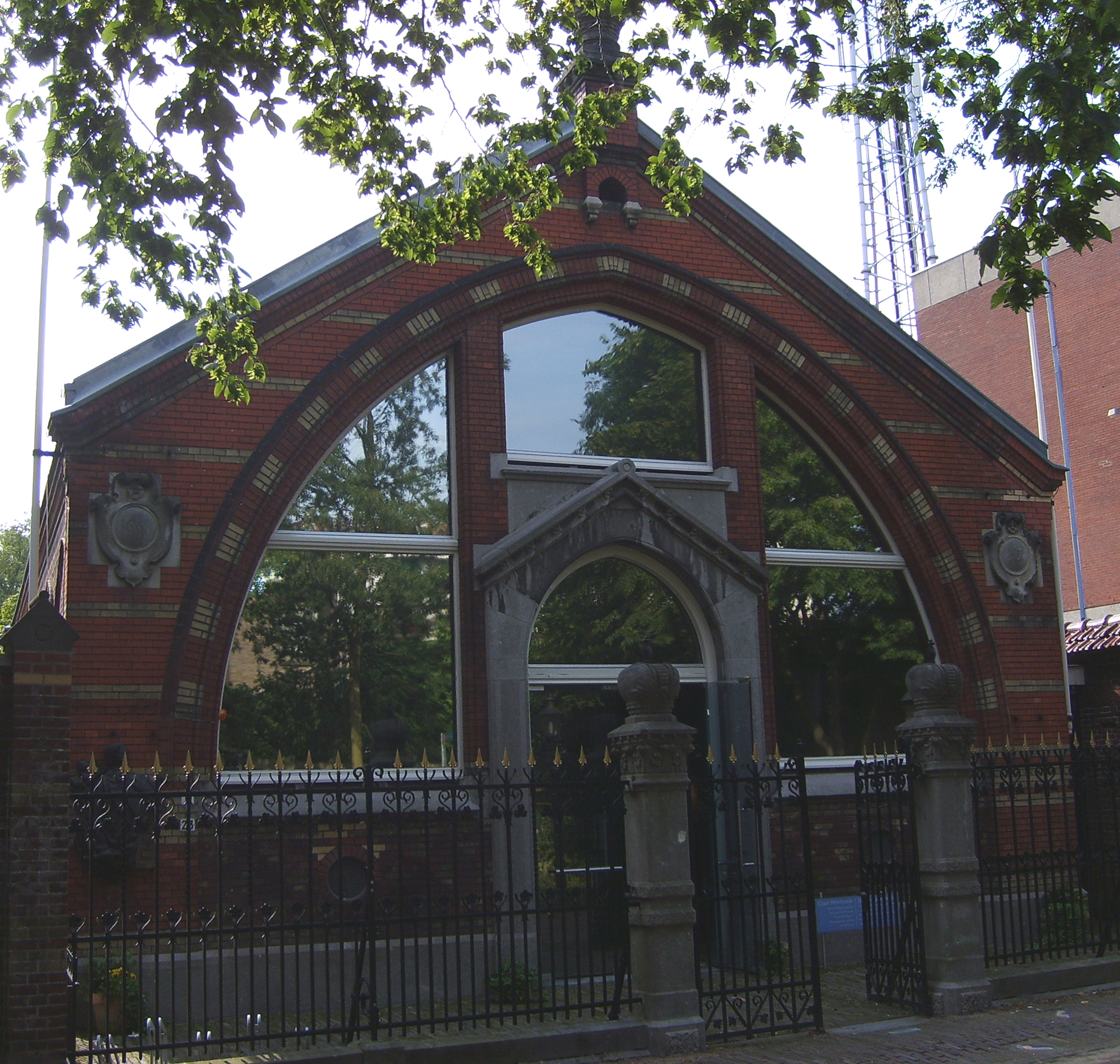
Der Schutzbau von 1895

Das Zar-Peter-Haus (niederländisch Czaar Peterhuisje) in Zaandam ist eines der ältesten erhaltenen Gebäude der Niederlande.
Das Haus im russischen Viertel von Zaandam wurde 1632 als Arbeiterhaus aus altem Schiffsholz errichtet. In diesem Haus wohnte 1697 der russische Zar Peter der Große, während er den Beruf des Schiffszimmermanns erlernte. 
Das Haus ist Teil des Zaans Museum und beherbergt eine kleine historische Ausstellung.

## Geschichte
Es gibt etliche prominente Personen, die mit dem Denkmal in Verbindung stehen. Die Büste von Anna Pawlowna verdeutlicht die familiären Beziehungen zwischen der russischen Kaiserfamilie Romanow und dem niederländischen Königshaus. Das Zar-Peter-Haus befand sich lange Zeit im Familienbesitz. König Wilhelm I. (Oranien) erwarb das Haus 1818 als Geschenk für seine russische Schwiegertochter, Anna Pawlowna, die Schwester von Zar Alexander I. (Russland) und Nachfahrin von Peter dem Großen.
Es ist eines der ältesten Holzhäuser des Landes und wäre ohne die Verbindungen zum Königshaus und zur Zarenfamilie schon längst verschwunden. Der Wirt Bulsing rettete das Haus gegen Ende des 18. Jahrhunderts vor dem Abriss. 
1823 erhielt das Haus erstmals eine Steinfassade mit offenen Bögen, die von Königin Anna Pawlowna finanziert wurde. Nach ihrem Tod ließ ihr Sohn Prinz Heinrich eine Fassade um das Holzhaus errichten, um es gegen schädliche Wettereinflüsse zu schützen. 1890 ließ Zar Alexander III. (Russland) das Haus abstützen und auf einem Steinfundament platzieren. 
Der letzte russische Zar, Nikolaus II., beauftragte 1895 die berühmten Architekten Vater und Sohn Salm aus Amsterdam damit, eine neue Steinfassade zu entwerfen, die sich an der Architektur der russisch-orthodoxen Kirchen orientieren sollte. Die steinernen russischen Kaiserkronen auf der Fassade und neben den Zäunen verweisen auf die herrschaftliche Vergangenheit. Der außergewöhnliche Entwurf von Salm wurde 2001 unter Denkmalschutz gestellt, sodass hier seitdem zwei Denkmäler am selben Ort stehen.
1886 schenkte Wilhelm III. (Oranien) das Haus und die Kunstsammlung wieder an Zar Alexander III. zurück, dessen Nachfahren 1948 ihren Verzicht erklärten. Trotzdem ist das Haus heute noch auf „den niederländischen Staat und die Erben von Kaiser Nikolaus II.“ eingetragen. Die berühmte Handschriftensammlung im Zar-Peter-Haus umfasst etliche Namen aus den beiden Adelsfamilien, unter anderem König Willem-Alexander.

## Gebäude

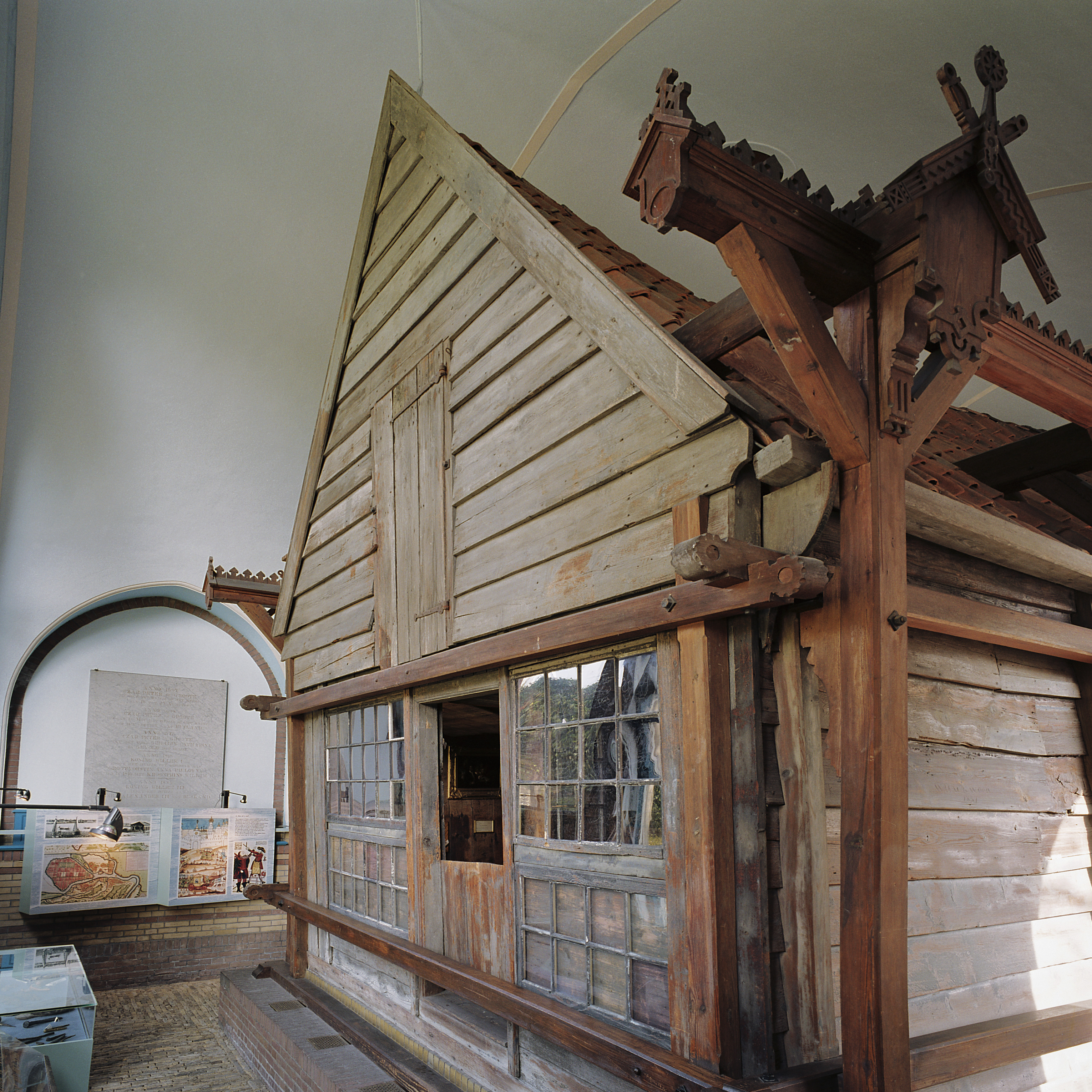
Das Arbeiterhaus unter dem Schutzbau

Das Arbeiterhaus aus Holz in Zaandam wurde 2013 renoviert. Sowohl das Fundament als auch die Innen- und Außenseite, die Steinfassade, das Dach und die Außenmauer im Garten wurden umfassend neu gestaltet.